# Sulawesi-Inlandsgarnele

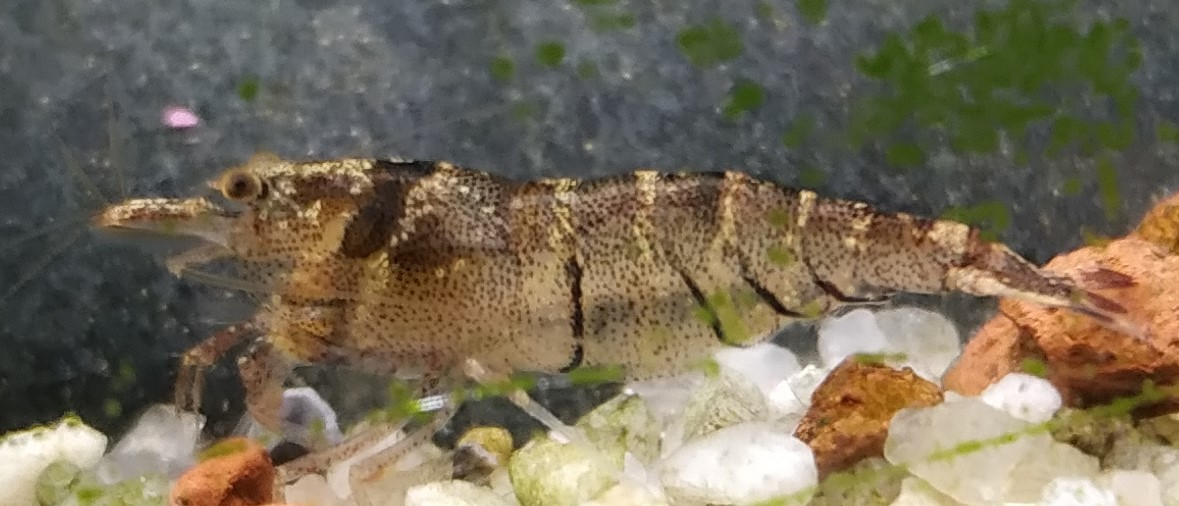
Sulawesi-Garnele im Aquarium

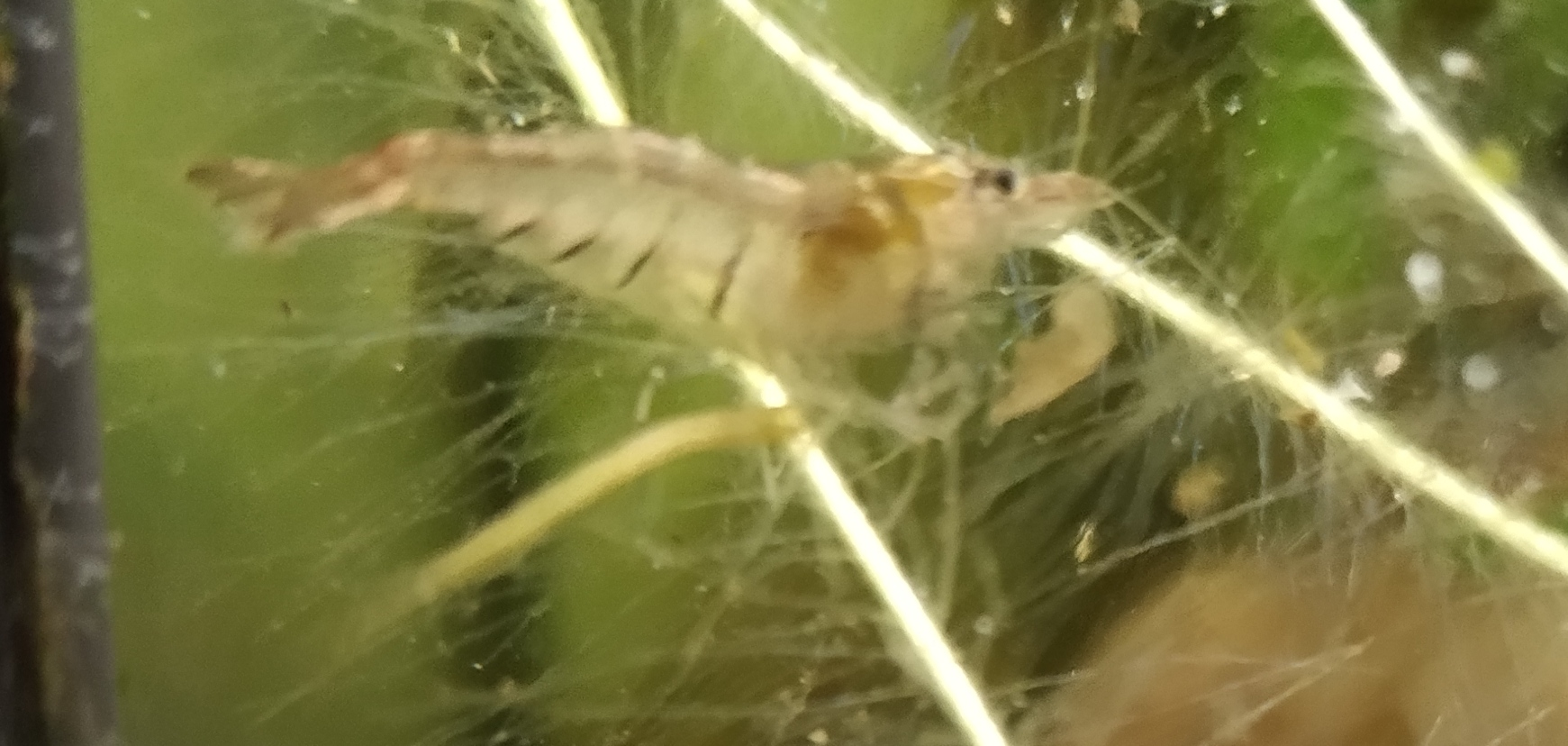
Sulawesi-Inlandsgarnele auf einer Limnobiumwurzel

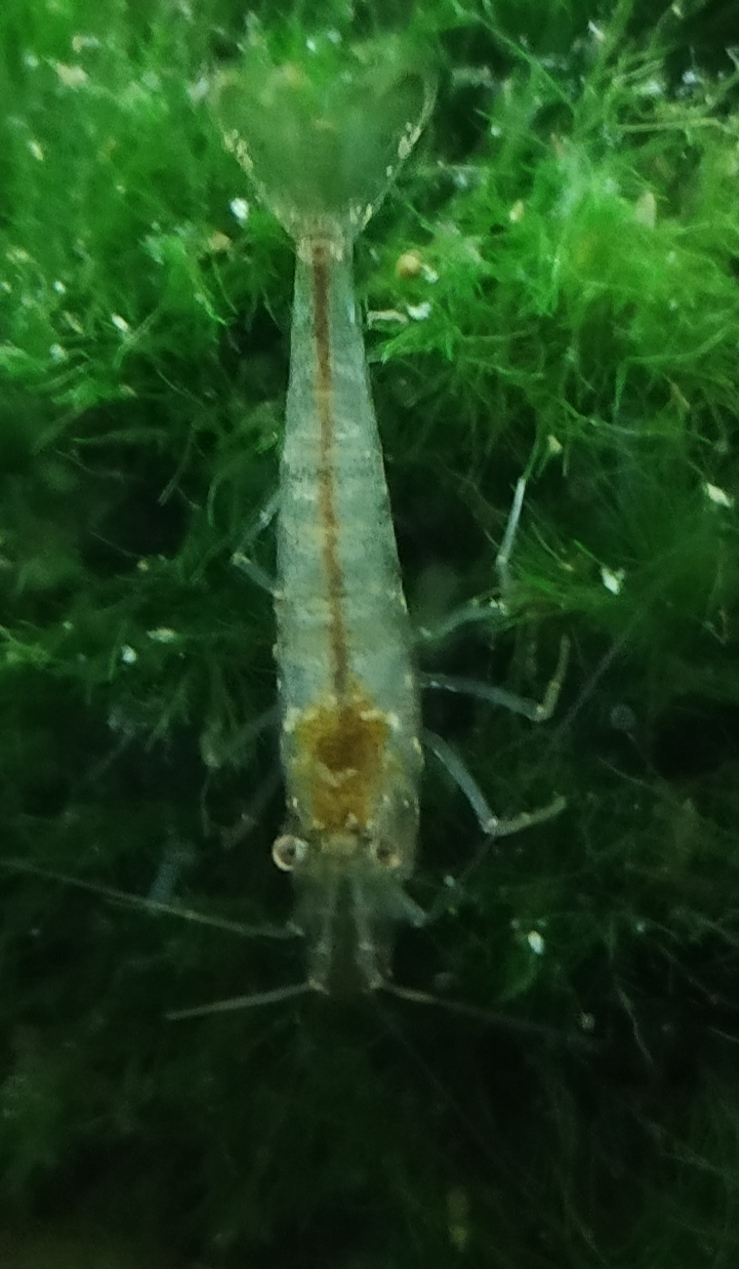
Sulawesi-Inlandsgarnele auf einer Mooskugel

Die Sulawesi-Inlandsgarnele (Caridina pareparensis), und ihre Unterart Caridina pareparensis parvidentata, auch Malawagarnele genannt, ist eine Zwerggarnele der Gattung Caridina aus der Familie der Süßwassergarnelen aus Südostasien.

## Erscheinungsbild
Das gemeinsame Merkmal der Garnelen aus Sulawesi sind deutlich reduzierte Epipoden an den hinteren Schreitbeinen. Die Sulawesi-Inlandsgarnele unterscheidet sich von der Amanogarnele durch ihren mit ca. 1,5 Zentimeter Durchschnittslänge deutlich geringeren Wuchs und ihre schwarz-weiß gestreifte Färbung. Die Körperfarbe variiert je nach Ernährung und Wasserfärbung und kann transparente, blaue, schwärzliche, braune bis grüne Töne annehmen.

## Verbreitungsgebiet
Caridina pareparensis lebt endemisch in Bergbächen und -flüssen, vor allem im Quellgebiet von Malawa, im Süden der Insel Sulawesi (Indonesien), daher auch manchmal der Name „Sulawesigarnele“.

## Aquaristik
Die Sulawesi-Inlandsgarnele gilt als robust und anpassungsfähig. Da sie relativ anspruchslos ist und eine hohe natürliche Vermehrungsrate besitzt, kann sie auch im Gesellschaftsbecken mit friedlichen Fischarten, Krebsen, Krabben, Schnecken und Muscheln gehalten werden. Die tragenden Weibchen können bis zu 40 Eier austragen, wobei nach vier bis sechs Wochen Jungtiere schlüpfen. Die Vermehrung kann in Intervallen von vier bis sechs Wochen stattfinden. Teilweise wird die Sulawesi-Inlandsgarnele auch als Futtergarnele für größere Fische gehalten. In Gefangenschaft erreichen die Tiere ein Alter von etwa zwei Jahren. Sulawesi-Inlandsgarnelen tolerieren weiches bis hartes Wasser mit Temperaturen von 16 °C bis 30 °C. Diese Garnelenart gilt im Allgemeinen als sehr lebhaft und schwimmfreudig, auch im Freiwasser. In Abwesenheit von Fressfeinden verlässt sie häufig die Versteckmöglichkeiten ihrer natürlichen Deckung und ist dann häufig auch im Vordergrund des Aquariums zu beobachten. Sulawesi-Inlandsgarnele sind Allesfresser und ernähren sich von Grünalgen, Aufwuchs und Mikrobelägen auf Blättern, Steinen etc. Sulawesi-Inlandsgarnelen zeigen durch katapultartige Fortbewegung einen ausgesprochenen Fluchtreflex. In überbesetzten Aquarien kommt es zu einer schnellen Nahrungskonkurrenz und Verbreitung von Krankheiten.
Die im Handel erhältlichen Sulawesi-Inlandsgarnelen sind in der Regel keine Wildfänge, sondern Nachzuchten.